# Atsuko Nakajima
Atsuko Nakajima (中嶋敦子 Nakajima Atsuko?) nacida el 21 de diciembre de 1961 en Kanagawa Japón. Es una animadora, diseñadora de personajes e ilustradora japonesa. Está casada con el animador y director Tomohiro Hirata, junto a quien colaboró en el Anime Trinity Blood. Nakajima era la diseñadora de personajes y Hirata era el director de animación.
Ella esta asociada en la colaboración de las adaptaciones animadas de los mangas de la autora Rumiko Takahashi. Como directora, diseñadora de personajes, y entre otros trabajos relacionados con el Anime.

## Trabajos realizados
- Urusei Yatsura (TV) : (1981) directora de animación
- Urusei Yatsura 1: Only You : (1983) entre artistas
- Urusei Yatsura 3: Remember My Love : (1985) animadora
- Urusei Yatsura 4: Lum the Forever : (1986) animadora
- Maison Ikkoku (TV) : (1986) directora de animación
- Proyecto A-Ko  : (1986) animadora
- Ranma ½ (TV) : (1989) directora de animación, diseñadora de personajes
- Ranma ½ (OVA) : (1993) directora de animación, diseñadora de personajes
- Irresponsable Capitán Taylor  : (1993) animadora
- You're Under Arrest (OVA) : (1994) diseñadora de personajes
- You're Under Arrest (TV) : (1996) diseñadora de personajes
- Rurouni Kenshin (TV) : (1996) directora de animación
- Violinist of Hameln (TV) : (1999) diseñadora de personajes
- You're Under Arrest - La película : (1999) diseñadora de personajes, director de animación
- Jin Roh : (1999) animadora
- Oh My Goddess! - La película : (2000) animadora
- Mon Colle Knights (TV) : (2000) diseñadora de personajes
- Onegai Teacher (TV) : (2001) animadora clave
- Fruits Basket (TV) : (2001) entre artistas
- GetBackers (TV) : (2002) director de animación, diseñador de personajes
- Bleach (TV) : (2004) animadora clave
- Oh My Goddess! (TV) : (2005) animadora clave
- Princess Princess (TV) : (2006) diseñadora de personajes
- Trinity Blood (TV) : (2007) diseñadora de personajes
- Sakamoto desu ga? (TV) : (2016) diseñadora de personajes
- My Hero Academia (TV) : (2016) animadora clave